# Sumitomo Osaka Cement
Sumitomo Osaka Cement (яп. 住友大阪セメント株式会社) — японський виробник цементу. Крім основної діяльності у царину інтересів компанії входять мінеральні ресурси, оптоелектроніка та інше. Входить до кейрецу Sumitomo Group.

## Історія

### Історія Sumitomo Cement Co., Ltd.
Компанія була створена в листопаді 1907 року як Iwaki Cement Co., Ltd.
З 1942 року акції компанії котируються на фондових біржах Токіо і Осаки.
В 1949 компанія першою в Японії почала виробництво готового бетону.
В 1963 компанія була перейменована в Sumitomo Cement Co., Ltd.
В 1980 створюється дочірнє підприємство Far East Cement Corporation.
В 1994 компанія спільно з філіппінською Phinma Group в Давао створює СП — Union Cement Corporation.

### Історія Osaka Cement Co., Ltd.
Компанія створена в 1918 році як цементний дивізіон компанії Osaka Yogyo Co,. Ltd.
В 1926 компанія виділяється в окрему структуру під назвою Osaka Yogyo Cement Co., Ltd.
В 1963 компанія перейменовується в Osaka Cement Co., Ltd.

### Історія об'єднаної компанії
У жовтні 1994 Sumitomo Cement і Osaka Cement були об'єднані в Sumitomo Osaka Cement Co., Ltd.
У квітні 1997 вводяться в дію власні електроенергетичні потужності (100 МВт).
До вересня 1997 за стандартом ISO 9002 були сертифіковані всі 6 цементних заводів компанії.
В 1998 компанія розпочинає співпрацю з Denki Kagaku Kogyo Co., Ltd. у виробництві цементу.
В 1999 компанія об'єднує зусилля з Ube Mitsubishi Cement Corporation у системі розподілу готової продукції.

## Сьогодення компанії
Наразі компанія має в своєму розпорядженні 6 цементних заводів в Японії, сукупна потужність яких становить 14,15 тонн цементу в рік. Заводи розташовуються в містах Ґіфу (потужність — 1,65 млн тонн цементу на рік), Ако (4 млн тонн), Тотіґі (1,65 млн тонн), Коті (4,35 млн тонн), Хатінохе (1,5 млн тонн) і Вакаяма (1 млн тонн).
Капітал компанії становить ¥ 41,6 млрд.
Крім японського ринку, компанія активно розвивається в Китаї, де працює спільно з китайськими партнерами. Так, в 2009 році завершилося будівництво вже 3 цементного заводу в КНР. У підсумку цементні потужності Sumitomo Osaka Cement в країні склали 5 млн т.

## Основні напрямки діяльності
У компанії є 5 основних напрямків бізнесу: цемент, мінеральні ресурси, вироби з цементу, оптоелектроніка та сучасні матеріали, нерухомість та інше.

### Цемент
У цілому реалізація цементу приносить компанії 81,1 % виручки.
За 2009 фінансовий рік компанія реалізувала на внутрішньому японському ринку 10 600 тис. тонн цементу, що на 6,6 % менше, ніж за попередній рік. Експортовано ж було 985 тис. тонн продукції (зростання на 4,5 %). Разом, Sumitomo Osaka Cement реалізувала в 2009 фінансовому році 11 585 тисяч тонн цементу (скорочення на 5,7 %).
Продукція: цемент (різні сорти), бетон, матеріали для затвердіння цементу тощо.

### Мінеральні ресурси
Частка продажів мінеральних ресурсів у загальному обсязі реалізації компанії становить 4,2 %. У 2009 фінансовому році об'єм реалізації з цієї товарної групи знизився на 1,9 %.
Продукція: вапняк, карбонат кальцію (крейда), доломіт, діоксид кремнію.

### Вироби з цементу
Продаж виробів з цементу за рік зріс на 11,1 % і склав 6,1 % від загального обсягу продажів компанії.
Продукція: продукція для відновлення і зміцнення бетонних конструкцій, будівельні роботи, бетонні вироби для використання у воді.

### Оптоелектроніка і сучасні матеріали
Продаж даного виду продукції становить 5,6 % виручки компанії.
Продукція: оптичні модулятори, передавачі та приймачі, лазери, фільтри для плазмових панелей, компоненти напівпровідників.

### Нерухомість та інше
Доходи від операцій з нерухомістю приносять компанії 3,0 % доходів, збільшившись за 2009 фінансовий рік на 17,8 %.
Продукція: лізинг нерухомості, продаж офісної техніки, розробка ПЗ, інжиніринг.